# George Elgar Hicks

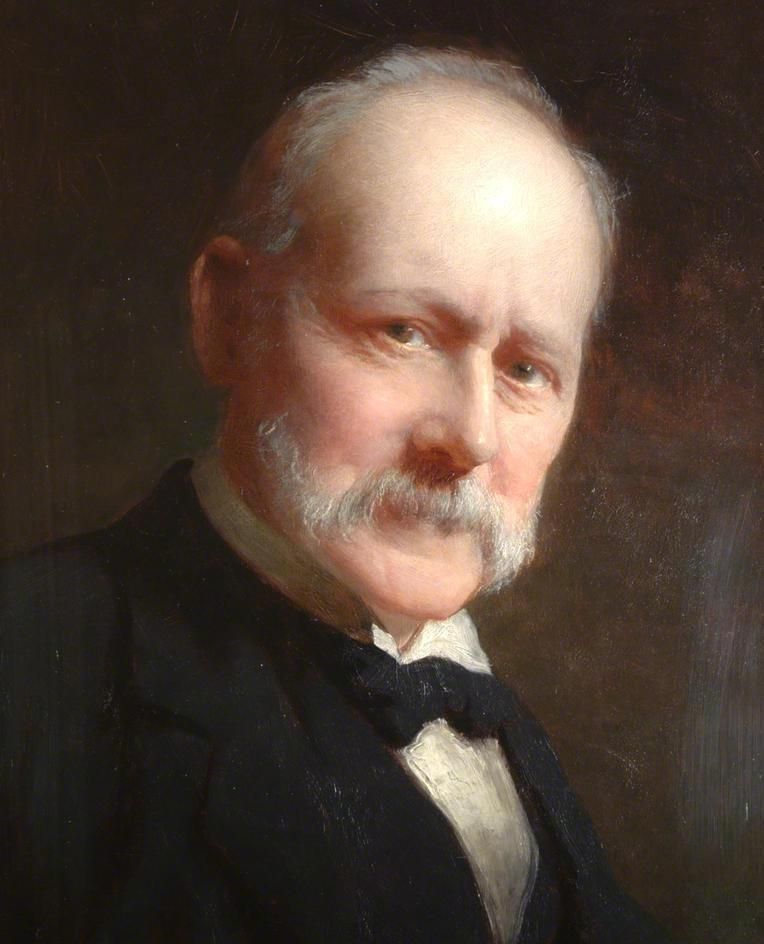
Zelfportret, 1899

George Elgar Hicks (Lymington, Hampshire, 13 maart 1824 - Odiham, 4 juli 1914) was een Engels kunstschilder uit het victoriaanse tijdperk.

## Leven en werk

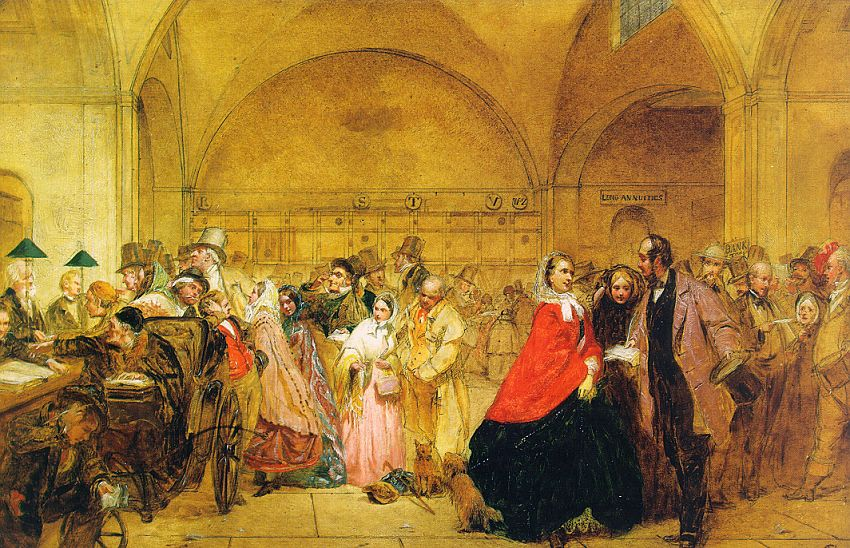
Divident Day at the Bank of England, 1859

Hicks was de tweede zoon van een rijke magistraat. Hij studeerde van 1840 tot 1842 medicijnen aan de University College London, maar voelde daar weinig roeping voor. Uiteindelijk besloot hij kunstschilder te worden. Hij staakte zijn studie, ging in 1843 in de leer bij Henry Sass en schreef zich in 1844 in bij de Royal Academy of Arts.
In 1847 huwde Hicks Maria Hariss, met wie hij in relatief korte tijd acht kinderen zou krijgen. Aanvankelijk had hij echter weinig succes als kunstenaar, hetgeen hij later deels weet aan zijn te drukke familieleven. Pas in 1859 zou hij voor het eerst serieus de aandacht trekken met zijn grote, in de stijl van William Powell Frith geschilderde genrewerk Dividend Day. Bank of England, waarmee hij exposeerde bij de Royal Academy. In de jaren zestig zou hij nog meer van dergelijke monumentale werken maken, vaak in opdracht. Ook koos hij vaak voor historische en literaire thema's. Bekendheid verwierf hij met zijn drieluik Guide of Childhood, Woman's Mission: Companion of Manhood en Comfort of Old Age uit 1863, waarbij de invloed van de prerafaëlieten te herkennen is; deze drie schilderijen, waarvan Woman's Mission zich thans in de Tate Gallery bevindt en de andere twee verloren zijn gegaan, geven een victoriaanse visie op de onderdanige, dienende rol van de vrouw.
In de jaren 1870 schakelde Hicks vooral over op de portretschilderkunst, in een geromantiseerde, etheticistische stijl, waarmee hij veel succes had binnen de Londense society. Tot rond 1900 zou hij daarmee door blijven gaan vanuit zijn studio in Londen.
Na de dood van zijn eerste vrouw in 1881 hertrouwde Hicks in 1884. Na 1900 trok hij zich terug in Odiham. Hij overleed in 1914, op negentigjarige leeftijd.

## Galerij

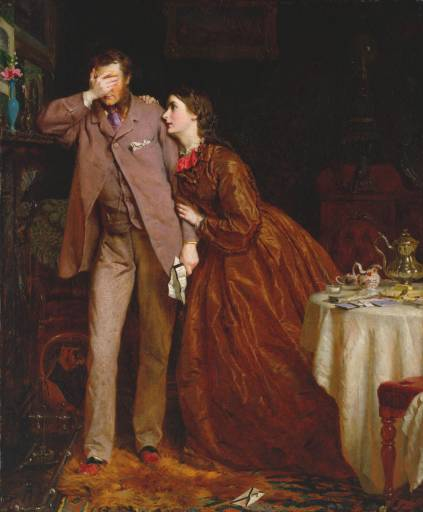
Woman's Mission: Companion of Manhood
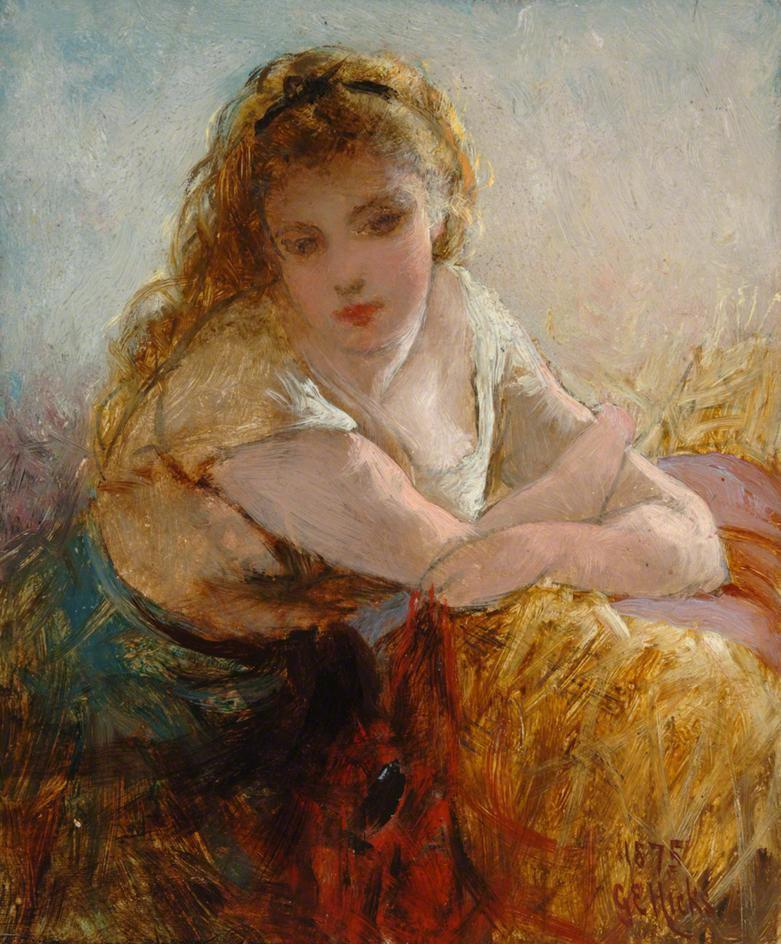
Girl Seated
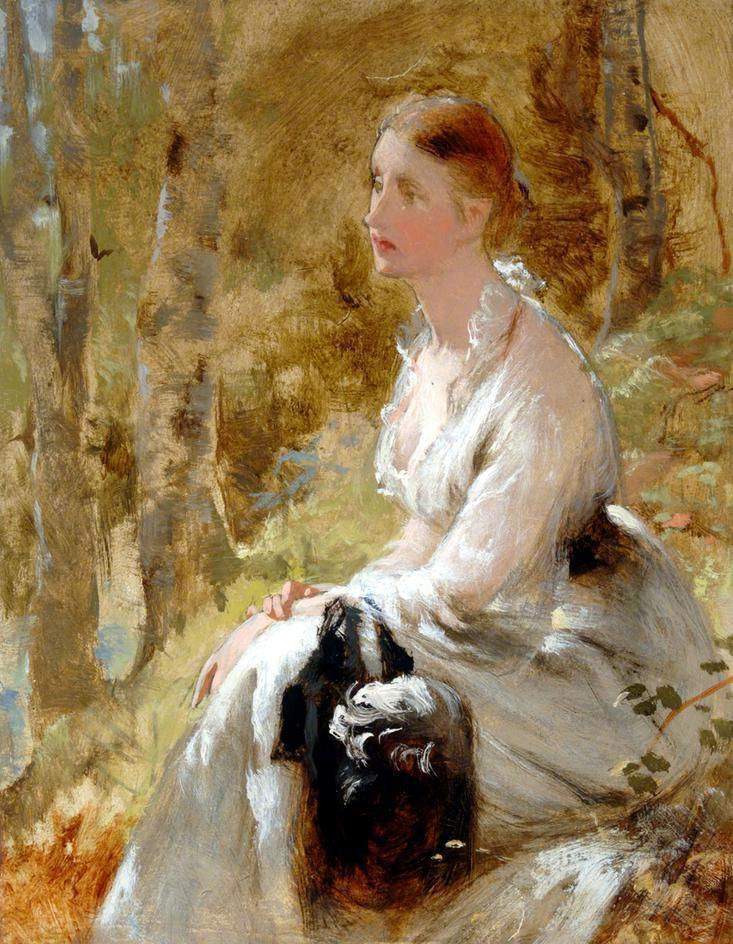
Seated Woman in White Dress
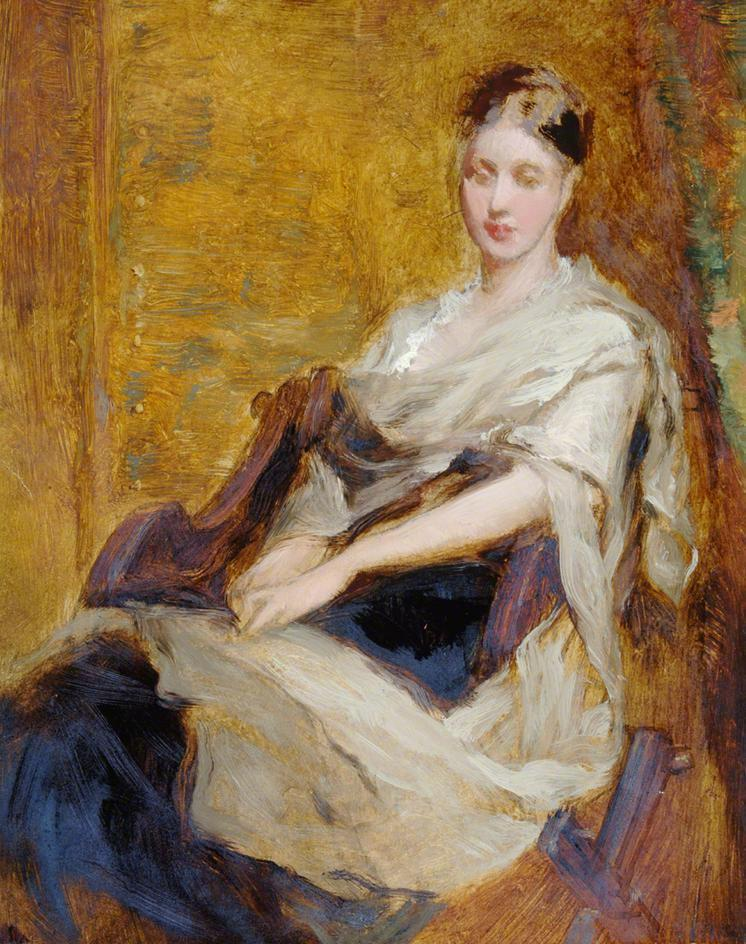
Seated Woman in Chair
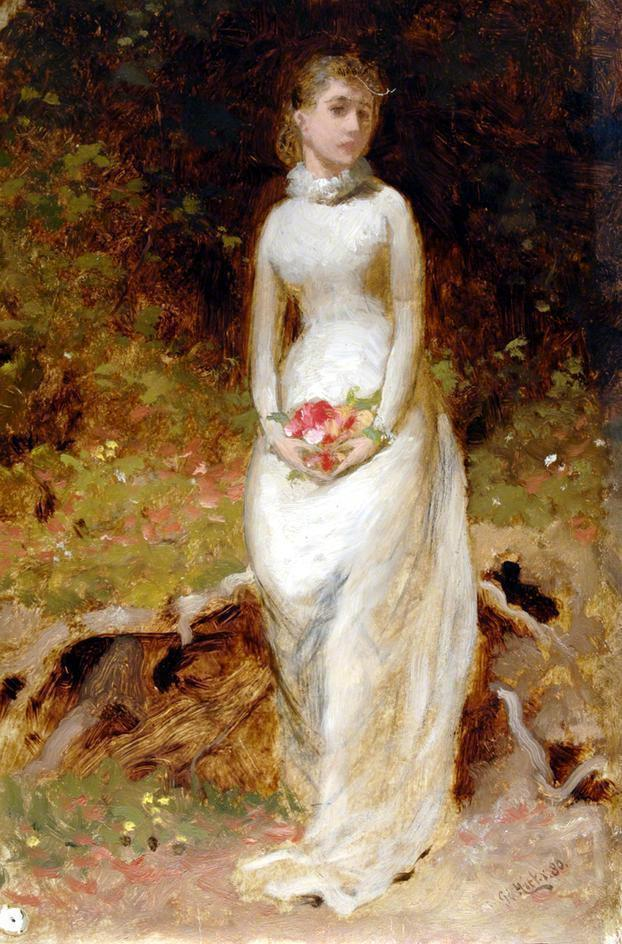
Lady in White Dress Holding Flowers
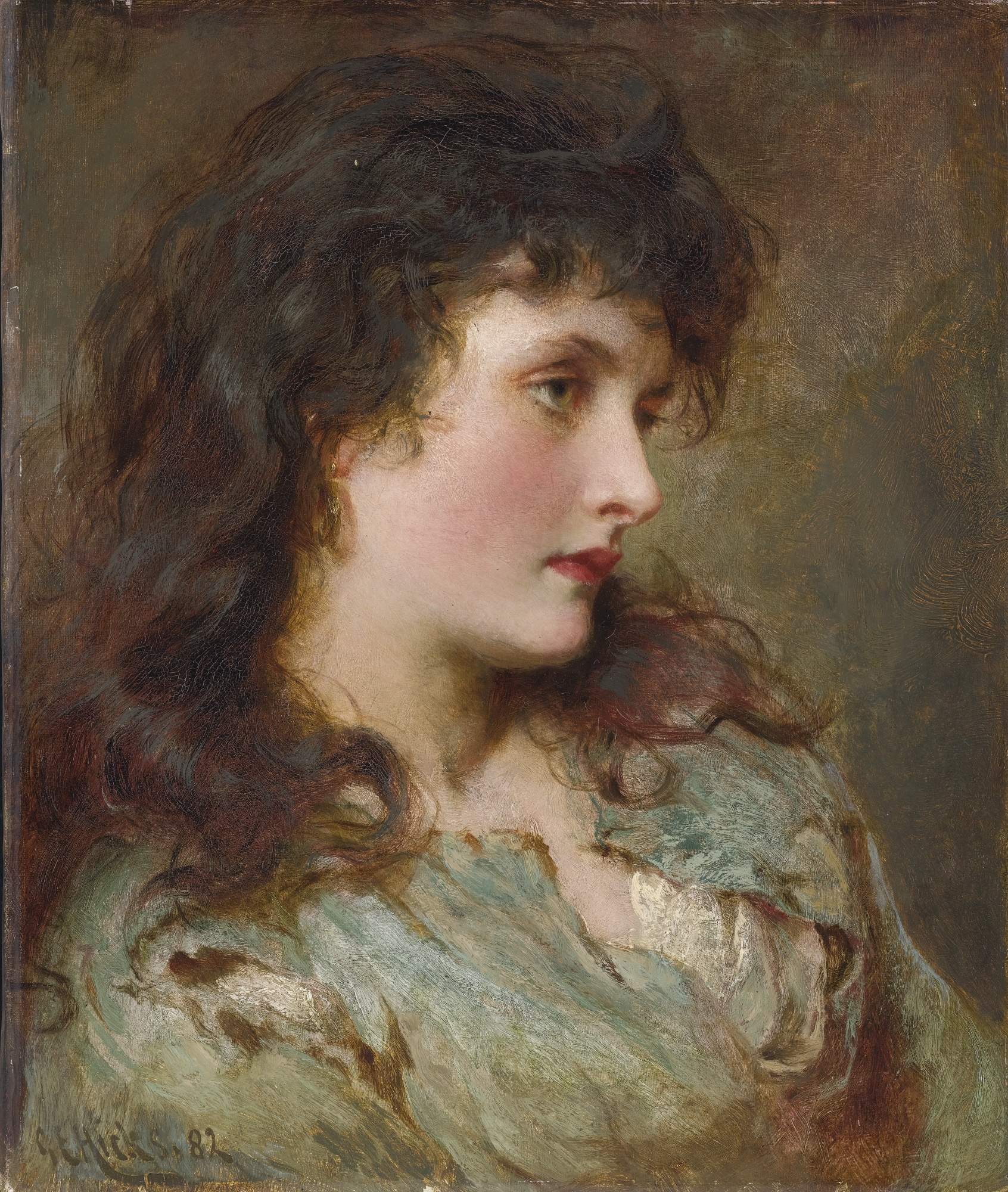
Maud
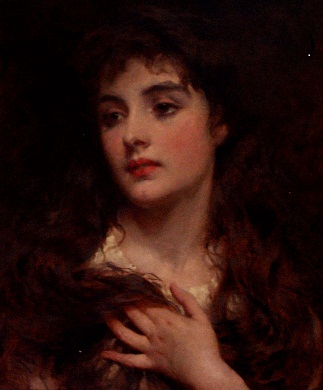
Portrait
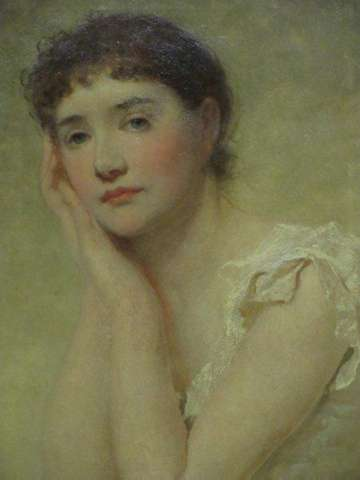
Portrait of Mrs Rose B. Sykes
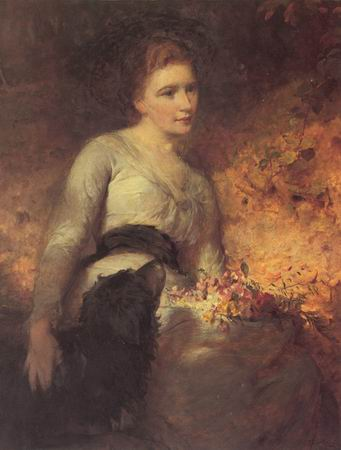
Jane Isabella Baird (Villers)
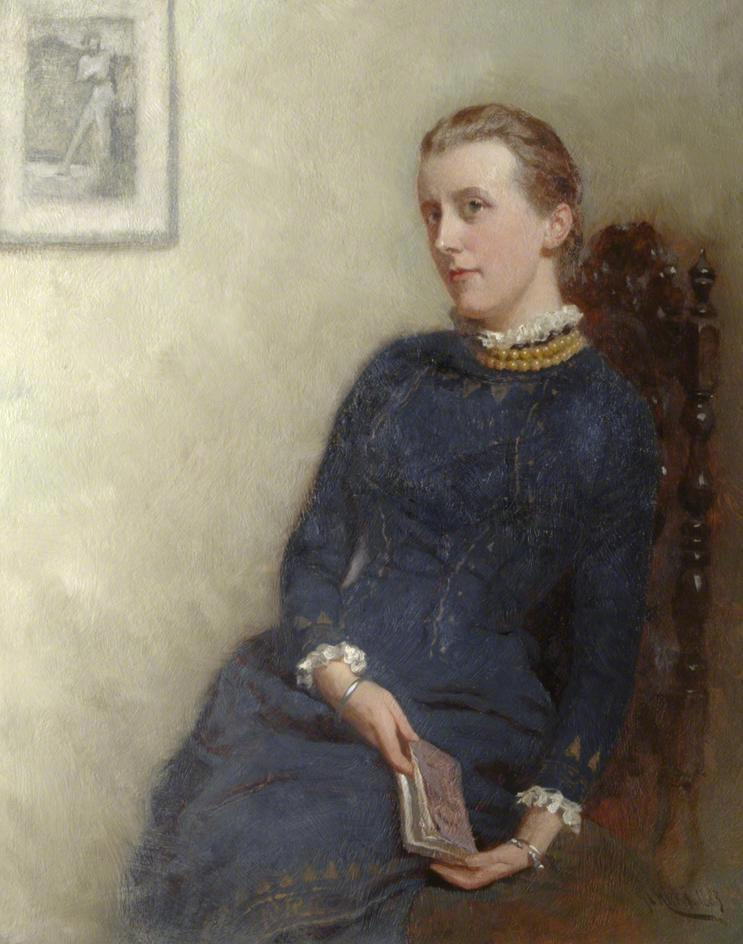
Annie Hicks